# Liège-Bastogne-Liège 2004
90. edycja klasyku Liège-Bastogne-Liège odbyła się 25 kwietnia na trasie długości 258,5 kilometra. Wyścig wygrał Włoch, Davide Rebellin.

## Wyniki
| M-ce | Imię i nazwisko      | Kraj              | Drużyna                | Czas                     |
| ---- | -------------------- | ----------------- | ---------------------- | ------------------------ |
| 1.   | Davide Rebellin      | Włochy            | Gerolsteiner           | 6h 20min 09s (40,8 km/h) |
| 2.   | Michael Boogerd      | Holandia          | Rabobank               | + 0.02                   |
| 3.   | Aleksander Winokurow | Kazachstan        | T-Mobile Team          | + 0.04                   |
| 4.   | Samuel Sanchez       | Hiszpania         | Euskaltel-Euskadi      | + 0.08                   |
| 5.   | Erik Dekker          | Holandia          | Rabobank               | + 0.12                   |
| 6.   | Matthias Kessler     | Niemcy            | T-Mobile Team          | ten sam czas             |
| 7.   | Michele Scarponi     | Włochy            | Domina Vacanze         | ten sam czas             |
| 8.   | Ivan Basso           | Włochy            | Team CSC               | ten sam czas             |
| 9.   | Tyler Hamilton       | Stany Zjednoczone | Phonak Hearing Systems | ten sam czas             |
| 10.  | Angel Vicioso        | Hiszpania         | Liberty Seguros        | ten sam czas             |